# Marie Brizard et Roger International
Marie Brizard et Roger International este o companie franceză de băuturi alcoolice fondată în 1755. Ea a fost o subsidiară a companiei Belvédère din 2006 și are sediul la Ivry-sur-Seine, Franța.
Compania vinde lichioruri, siropuri pure din trestie de zahăr, cocktail-uri și mixuri alcoolice. Produsele sunt disponibile în peste 120 de țări.
Fondatoarea, Marie Brizard, s-a născut în 1714 la Bordeaux, ca unul din cei 15 copii ai unui fabricant de butoaie. În 1755 a avut grijă de un marinar ce se îmbolnăvise în Indiile Occidentale, iar acesta i-a dat în schimb o rețetă pentru lichiorul de anason. În acel an, ea și nepotul ei, Jean-Baptiste Roger, au fondat compania. Compania a început să se dezvolte și i-a fost prezentată chiar și  regelui Ludovic al XV-lea. În 1795 Jean-Baptiste Roger a murit, fiind urmat în anul 1801 de Marie Brizard. Compania a fost moștenită de văduva lui Roger, iar familia a păstrat proprietatea asupra companiei timp de peste zece generații până în 1998. În 1954 ea a devenit societate publică cu răspundere limitată.

## Galerie

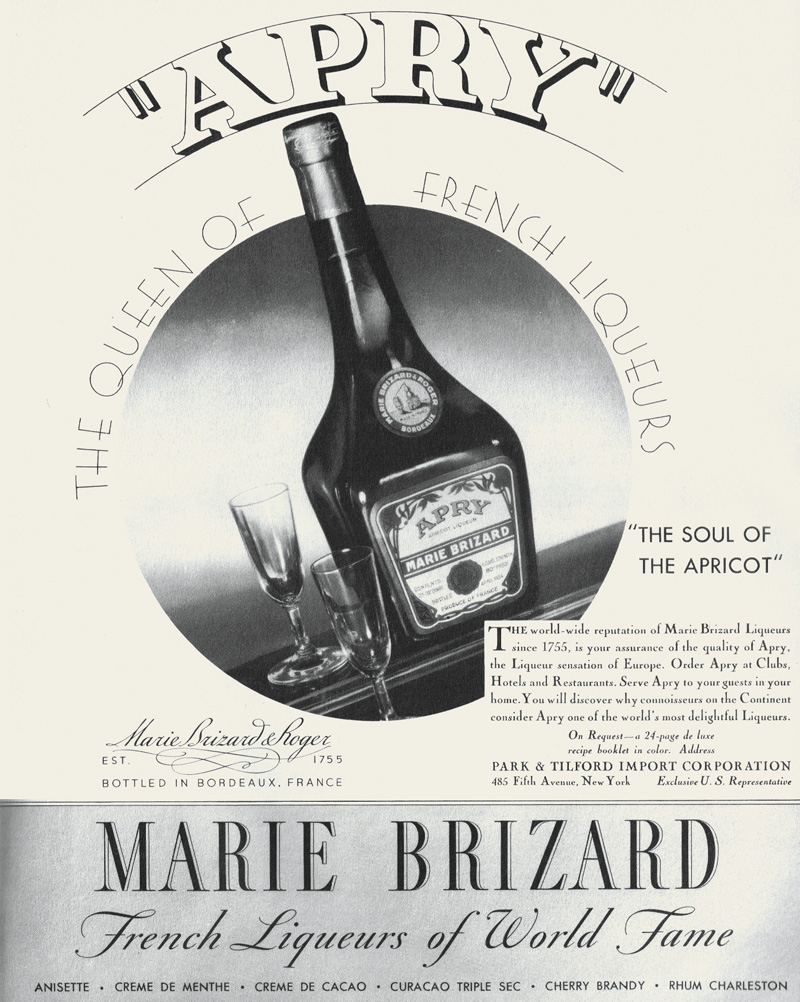
Reclamă din 1934 pentru lichiorul de caise Apry Marie Brizard Roger
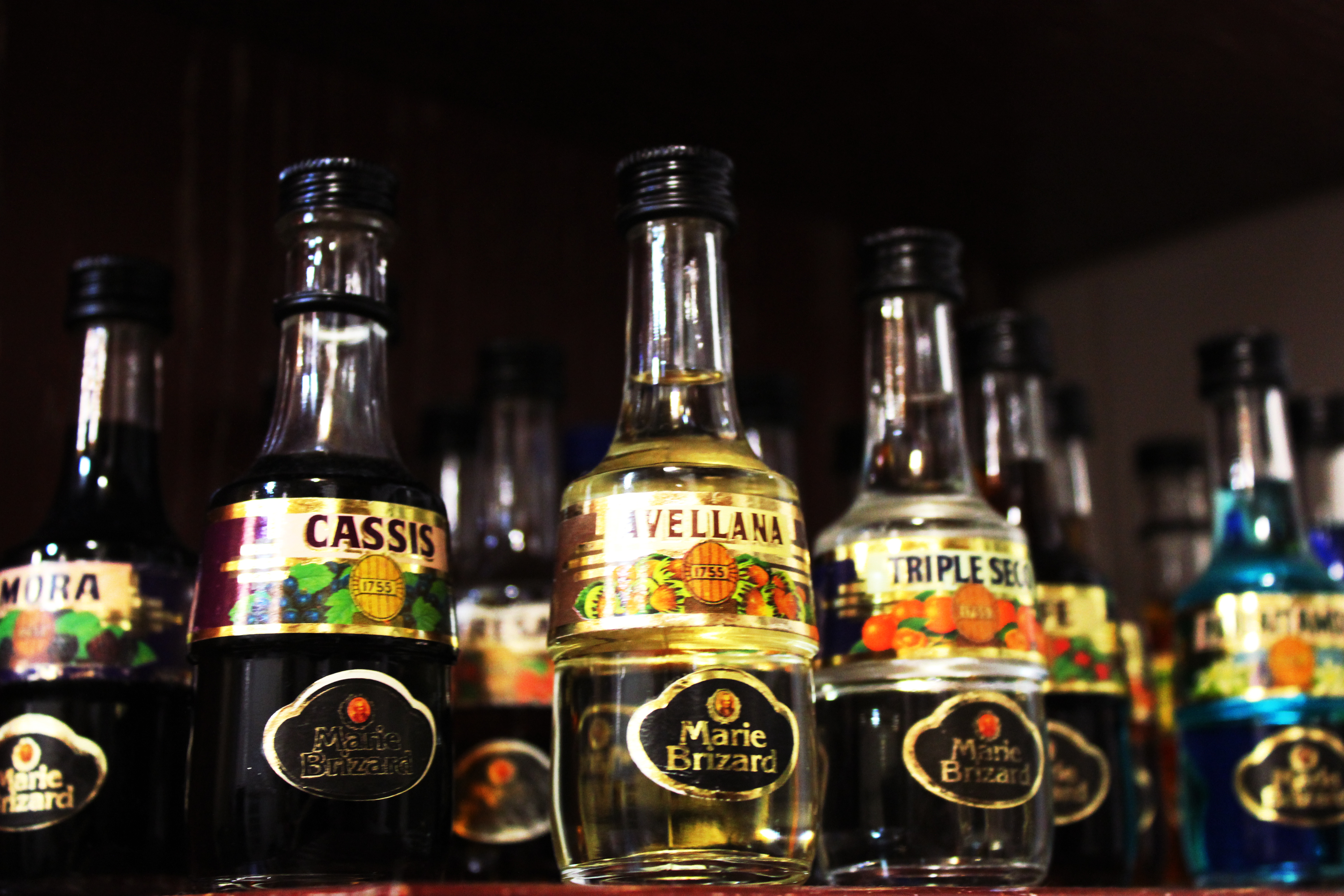
Mai multe produse expuse pe un raft
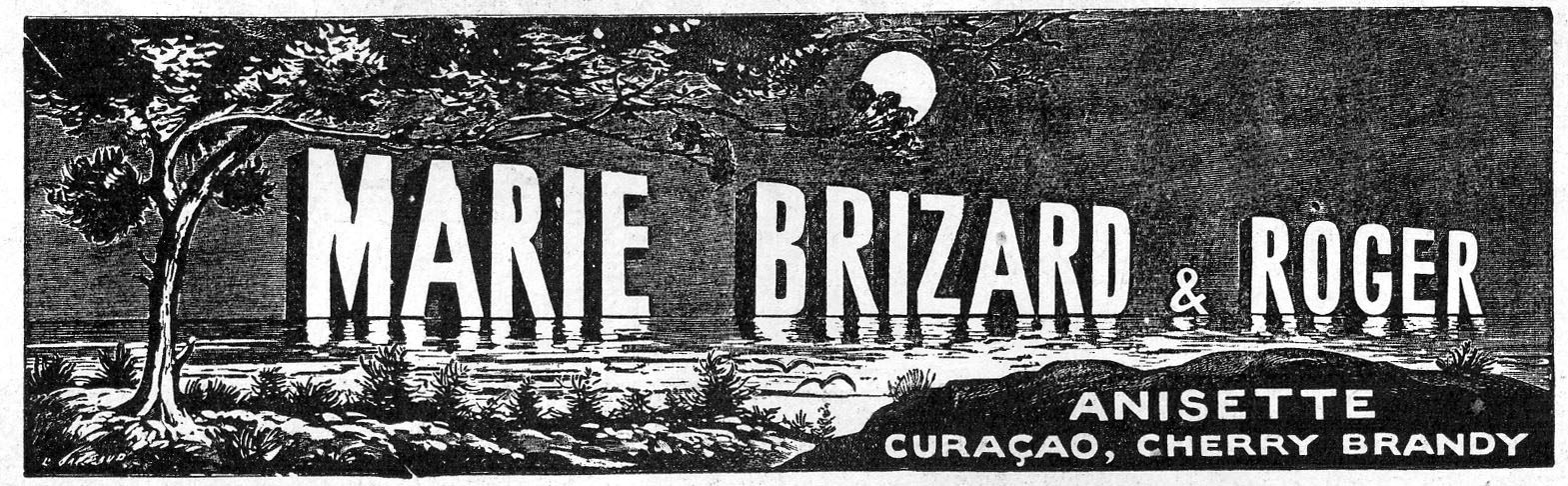
Reclamă la produsele Marie Brizard din 1923